# Butale
Butale so izmišljen kraj in prizorišče humoresk o Butalcih Frana Milčinskega.

## Lokacija
Butale naj bi se nahajale nekje med Dravo in Muro, ter Jadranskim morjem, torej na slovenskem etničnem ozemlju. Poleg vasi ležijo Tepanjce, rivalna vas, ki jih od Butal ločuje velika graščina.

## Občinsko vodstvo
Pomembni možje v Butalah se imenujejo "fraki". Tako je lahko nekdo posveten ali cerkven frak. 

### Župan
Butale vodijo župani. Po prepričanju Tepanjčanov naj bi volitev župana potekala tako, da se kandidati posedejo okoli mize na katero spustijo občinsko uš, imenovano Šprinca Marogla. Župan postane tisti kandidat, kateremu Marogla zleze v brado.
Poimensko sta znana le dva župana, oba iz rodbine Kozmijana Bute, ustanovitelja Butal, ki naj bi bil potomec svetopisemskega Adama.
| Ime                                  | Opombe |
| ------------------------------------ | --- |
| Lavdon Štimani                       | Prapravnuk Kozmijana Bute. V času njegovega županovanja so Butale štele že trideset koč.                                                                |
| 7 generacij brez znanih imen županov | |
| Vrban Podvrbosmuk                    | V času njegovega županovanja je Butale prvič in zadnjič obiskal cesar. Namesto s topovi so ga sprejeli z najnovejšo pridobitvijo, gasilsko brizgalnico. |

V davni preteklosti so Butale vodili poglavarji, prvi od katerih je bil najvrjetneje ustanovitelj mesta, Kozmijan Buta.

### Butalski policaj
Vloga butalskega policaja je varovanje reda in miru v vasi. V osnovi naj bi šlo za govejega pastirja, ki ob nedeljah in praznikih opravlja vlogo policaja, čeprav to ni v skladu z vsemi prigodami. Njegov glavni cilj je ujeti zloglasnega razbojnika Cefizlja, kar pa ni lahko, saj je policaj kratke pameti, razbojnik pa je zvit.

## Vera in običaji

### Sv. Cvetoslav
Zavetnik Butal je sv. Florijan, katerega Butalci navadno imenujejo sv. Cvetoslav. Praznovanje zavetnikovega godu poteka precej slavnostno. Dopoldne poteka praznovanje ob golažu, popoldne pa sledi veselica, na kateri se rado zgodi, da zmanjka vina. Znane so tudi druge zabavne aktivnostmi, kot so šaljiva pošta, korijandoli, ameriški zapor in srečelov.

### Sv. Martin
Na Martinovo v Butalah koljejo pitanega ježa, katerega meso nato prodajo. To jim vedno prinese velik dobiček, ki pokrije vse cerkvene zadeve.

### Krivoverstvo
V nekem obdobju je po Butalah razsajala kuga krive vere. Sprva se je pojavila v Tepanjcah, ker pa imajo Butalci vse, kar imajo Tepanjčani, se je kmalu pojavila tudi v tam. Kar je željo po novi veri samo okrepilo so bile govorice, da se Tepanjčanom zaradi nove vere godijo čudeži. Kmalu je v Butale prišel pridigar nove vere, za katerega so nekateri pravili celo, da je svet mož.
Dan pred godom sv. Antona sta pridigar in njegov mežnar v prepiru uničila stari kip svetnika. Ker so bili naslednji dan pričakovali ogrski romarji, sta pridigar in mežnar na mesto kipa postavila čevljarja Gašperja. Slednji je naslednji dan, ker so mu k nogam romarji stalno postavljali vroče sveče, pobegnil iz cerkve. Butalci so ob tem dogodku pričeli dvomiti v novo vero, saj svetnik ne bi smel bežati iz cerkve. V istem obdobju se je v Tepanjce vrnil stari župnik, kakor se je kmalu tudi v Butale.
Mežnar krive vere je bil Jurež Pismouk. Njegova žena ga je čez čas spreobrnila nazaj tako, da mu je v klobaso zamesila rožni venec. Ko je Jurež klobaso pojedel, se je od trebušnih bolečin povsem skesal.

## Arhitektura
Hiše v Butalah so večinoma brez nadstropij. Hiše, ki imajo eno ali dve nadstropji domačini imenujejo »graščine«, prebivalce takih hiš pa »grofe«.

### Župnijska cerkev
Župnijska cerkev Sv. Cvetoslava stoji na griču in je vidna daleč naokoli. V zvoniku so svoj čas viseli zvonovi, kasneje pa jih je nadomestil lesen koš, saj je le-ta cenejši. Odkar so Butalci dobili brizgalnico, se zvonik uporablja tudi za sušenje gasilskih cevi.
V glavnem oltarju je naslikan sv. Cvetoslav. Ta upodobitev je precej unikatna, saj svetnik nosi gasilsko čelado in uniformo s portami in medaljo, ob njem pa je upodobljena tudi brizgalnica, ki je bila dolgo časa edina v Butalah.

## Kulinarika
Najbolj pogosta rastlina v Butalah je koruza, iz moke katere so narejeni značilni koruzni hlebčki. Znani jedi so tudi prosena kaša in kislo mleko s kruhom. Od pijače je v Butalah najbolj priljubljeno hrvaško vino, kot sladica pa slovi butalska smetana.
Pomembnejše storitve mestnega pomena se včasih plačajo s podkovanim in zvrhanim tolarjem; podkovan tolar pomeni pitje štirih bokalov, zvrhan pa je, če je ob pijači še kaj mesnega prigrizka.

## Znani Butalci
- Kozmijan Buta, ustanovitelj Butal
- Fida Kljukec
- Francot Turkavidel
- Gregor Brezhlačnice
- Lavdon Štimani
- Gregor Copatka
- Benda Cigan
- Jurež Pismouk
- Anže Meketač
- Matevžek Žlambora
- Tonček Štibalar
- Mihcasti Klimpež
- Vrban Podvrbosmuk
- Pavlušo Očalasti
- Cenetan Padar
- čevljar Gašper
- županov sin Jakopé (Jakec)

## Vir
- Milčinski. Butalci  – prek Wikivir.